# Gleby pustynne

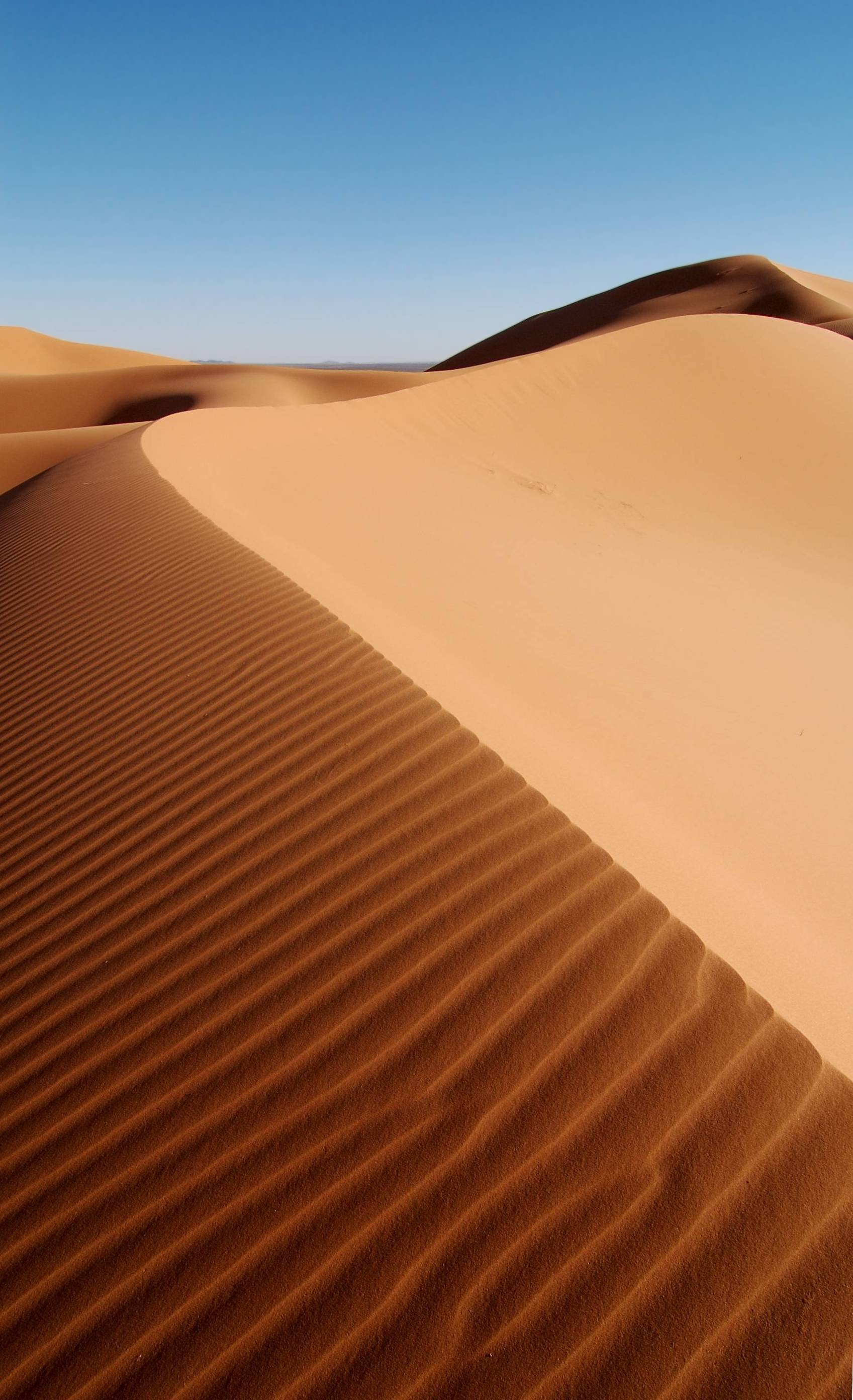
Pustynia w Maroku

Gleby pustynne, aridisole, daw. yermosole – gleby występujące na obszarach o opadach 100–150 mm w ciągu roku. Ich cechą charakterystyczną jest bardzo słabo zaznaczony poziom próchniczny oraz silne zasolenie. Dominującymi glebami pustynnymi są gleby czerwone, czerwonawe, szare i bure.
Według klasyfikacji Międzynarodowego Towarzystwa Gleboznawczego FAO 1974 gleby pustynne zwano yermosolami, a według taksonomii amerykańskiej jako rząd aridisoli.

## Występowanie na świecie
Gleby pustynne występują na pustyniach, szczególnie w Azji Centralnej, na Półwyspie Arabskim, w Afryce północnej (Sahara) i południowej, w centralnej Australii oraz w zachodniej części Ameryk. Gleby te tworzą zwarte obszary o niemal jednolitej strukturze.

### Azja
Gleby pustynne w Azji znajdują się na terenie Azji Centralnej: Mongolii, Kazachstanu, Chin. Wśród tego rodzaju gleb na wspomnianych terenach dominują buroziemy, szaroziemy oraz gleby cynamonowe; są one porośnięte rzadką roślinnością i pokryte żwirem lub gruzem.
W krajach arabskich (Półwysep Arabski, Syria, Iran, Irak) dominują szaroziemy oraz w niewielkim zakresie gleby czerwonobure.

### Ameryka Północna
Gleby pustynne w Ameryce występują głównie w zachodniej części USA oraz w północnym Meksyku. W tym rejonie świata gleby są bardziej różnorodne. Najbardziej rozpowszechnione gleby pustynne w zachodnich Stanach Zjednoczonych to gleby wapniowo-próchniczne, salitowe, brązowe, szarobrązowe, kserowęglanowe, buroziemy, szaroziemy, gleby czerwonawobure. Natomiast w Meksyku i Teksasie gleby czerwonoczarne, brązowe oraz czerwonawobrązowe. Z powodu występujących tu większych opadów niż w zachodnich Stanach Zjednoczonych oraz Azji gleby te przechodzą w gleby typowo preriowe. Są one w miarę urodzajne, lecz ze względu na niesprzyjający klimat nie są wykorzystywane w rolnictwie.

### Ameryka Południowa
W Ameryce Południowej gleby pustynne występują głównie w krainie środkowoandyjskiej oraz południowo-argentyńsko-patagońskiej. Rozwój tych gleb w dużej mierze związany jest z Andami, przez co występują na podobnej szerokości geograficznej, co strefa lasów tropikalnych. Na powstawanie gleb pustynnych w tym regionie wpływ miała również aktywność wulkaniczna, z tego powodu szczególnie na północy tego obszaru występują warstwy wulkaniczne. Wśród gleb w tym regionie dominują buroziemy oraz gleby kasztanowe.

### Afryka
Gleby pustynne w Afryce występują zasadniczo w dwóch zwartych grupach: większej na północy (Sahara) i mniejszej na południu. Są one bardzo podobne do tych na półpustyniach. Na Saharze występują głównie gleby czerwone, czerwonobure i brązowe. Gleby te są pokryte często grubą warstwą piasku lub gipsów. W zagłębieniach występują gleby sołonczakowe.

### Australia
Gleby pustynne w Australii występują w zachodniej części interioru. W Australii dominują ziemie czerwone, gleby czerwonawe, w wielu miejscach występują wychodnie skał podłoża, głównie piaskowce.

## Roślinność

### Roślinność nieantropogeniczna
Gleby pustynne są słabo porośnięte roślinnością; występują na nich jedynie rzadkie trawy oraz miejscami kaktusy i opuncje. W wielu miejscach roślinność pustyń bardziej jest zdeterminowana klimatem niż glebą, co powoduje, że gleba pustynna w innym klimacie może być zakwalifikowana jako gleba stepowa lub sawannowa.

### Przydatność rolnicza
Gleby pustynne są praktycznie nieprzydatne w rolnictwie. Tylko w niektórych miejscach o glebie nieco lepszej uprawia się w kotlinach kukurydzę, drzewa owocowe lub winorośle. W miejscach, gdzie gleby pustynne przechodzą w gleby preriowe, gleby pustynne są nieco bardziej żyzne, jednakże również nie są wykorzystywane w rolnictwie. Dodatkowym czynnikiem decydującym o nieprzydatności rolniczej jest niekorzystny klimat występujący w rejonie występowania tych gleb.